# Омфал
 Омфа́л (др.-греч. ὀμφαλός — пуп) — древний культовый объект (байтил) в Дельфах, считавшийся Пупом Земли, центром мира. Этот посвящённый Аполлону камень хранился в его храме, имел вид монолитной глыбы и находился в целле, в окружении двух золотых орлов.

## Мифология
Согласно греческой мифологии, Зевс выпустил с западного и восточного пределов мира двух орлов, а в точку их встречи метнул камень, символизирующий центр мироздания, — омфал («Пуп Земли»).
Другой миф утверждает, что омфал был именно тем камнем, проглоченным Кроносом вместо Зевса. По римской традиции этот камень называли «агадир».
Варрон упоминает предание, что омфал был могилой священного дельфийского Змея Пифона, то есть изначально представлял собой надгробный камень и мог служить точкой соприкосновения между миром живых и мёртвых, выступая истинным центром всего мироздания.